# 坦加拉-达塞拉
坦加拉-达塞拉是巴西马托格罗索州的一个市镇。总面积11565.976平方公里，总人口76655人，人口密度6.6人/平方公里。